# Ciclismo ai Giochi della XXX Olimpiade - Cronometro maschile

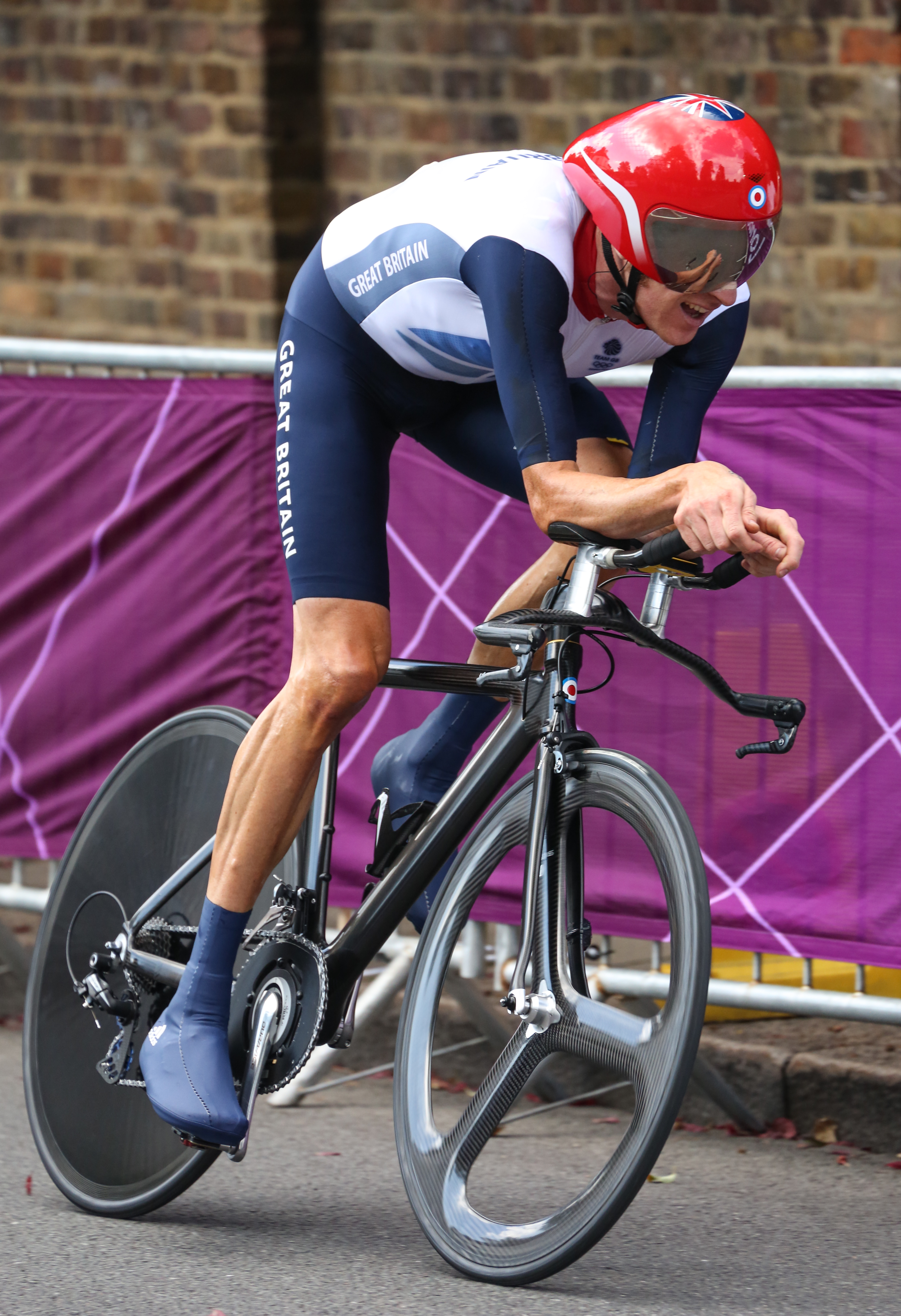
Bradley Wiggins nel tratto dei Bushy Park, a 2 km dal traguardo.

La Corsa a cronometro maschile dei Giochi della XXX Olimpiade fu corsa il 1º agosto a Londra, nel Regno Unito, per un percorso totale di 44 km. Fu vinta dal britannico Bradley Wiggins, che terminò la gara in 50'39". L'argento andò al tedesco Tony Martin, mentre il bronzo al britannico Chris Froome.

## Risultati
| Pos. | Corridore            | Squadra       | Tempo   |
| ---- | -------------------- | ------------- | ------- |
| 1    | Bradley Wiggins      | Gran Bretagna | 50'39"  |
| 2    | Tony Martin          | Germania      | a 42"   |
| 3    | Chris Froome         | Gran Bretagna | a 1'08" |
| 4    | Taylor Phinney       | Stati Uniti   | a 1'58" |
| 5    | Marco Pinotti        | Italia        | a 2'09" |
| 6    | Michael Rogers       | Australia     | a 2'11" |
| 7    | Fabian Cancellara    | Svizzera      | a 2'14" |
| 8    | Bert Grabsch         | Germania      | a 2'38" |
| 9    | Jonathan Castroviejo | Spagna        | a 2'49" |
| 10   | Janez Brajkovič      | Slovenia      | a 3'30" |
| 11   | Lieuwe Westra        | Paesi Bassi   | a 3'40" |
| 12   | Vasil' Kiryenka      | Bielorussia   | a 3'50" |
| 13   | Edvald Boasson Hagen | Norvegia      | a 3'51" |
| 14   | Lars Bak             | Danimarca     | a 3'53" |
| 15   | Jakob Fuglsang       | Danimarca     | a 3'54" |
| 16   | Gustav Larsson       | Svezia        | a 3'55" |
| 17   | Philippe Gilbert     | Belgio        | a 4'00" |
| 18   | Nélson Oliveira      | Portogallo    | a 4'02" |
| 19   | Jack Bauer           | Nuova Zelanda | a 4'14" |
| 20   | Denis Men'šov        | Russia        | a 4'19" |
| 21   | Ramūnas Navardauskas | Lituania      | a 4'32" |
| 22   | Lars Boom            | Paesi Bassi   | a 4'50" |
| 23   | Aleksandr Vinokurov  | Kazakistan    | a 4'57" |
| 24   | Fumiyuki Beppu       | Giappone      | a 5'01" |
| 25   | Maciej Bodnar        | Polonia       | a 5'10" |
| 26   | Magno Nazaret        | Brasile       | a 5'11" |
| 27   | David McCann         | Irlanda       | a 5'24" |
| 28   | Ryder Hesjedal       | Canada        | a 5'26" |
| 29   | Sylvain Chavanel     | Francia       | a 5'28" |
| 30   | Michael Albasini     | Svizzera      | a 5'58" |
| 31   | Asan Bazaev          | Kazakistan    | a 6'01" |
| 32   | Luis León Sánchez    | Spagna        | a 6'19" |
| 33   | Tomás Gil            | Venezuela     | a 6'25" |
| 34   | Mouhcine Lahsaini    | Marocco       | a 6'45" |
| 35   | Fabio Duarte         | Colombia      | a 6'54" |
| 36   | Alireza Haghi        | Iran          | a 7'01" |
| 37   | Ahmet Akdilek        | Turchia       | a 8'31" |